# Ахонен, Янне
Я́нне Пе́ттери А́хонен (фин. Janne Petteri Ahonen, род. 11 мая 1977 года, Лахти) — финский прыгун с трамплина, пятикратный чемпион мира, двукратный обладатель Кубка мира, пятикратный победитель «Турне четырёх трамплинов», двукратный вице-чемпион Олимпийских игр. Участник семи подряд Олимпийских игр (1994—2018), а также 11 чемпионатов мира (1993—2017).
Спортивные прозвища — «Парящий орёл», «Орёл-король», «Маска» (из-за постоянно невозмутимого выражения лица).

## Спортивная карьера

### 1990-е годы
13 декабря 1992 года в 15-летнем возрасте дебютировал в Кубке мира. На своём первом старте в немецком Рупольдинге Янне показал только лишь 56-й результат. В этом же сезоне Ахонен стал абсолютным чемпионом мира среди юношей, выиграв все дисциплины мирового первенства в чешском Гаррахове.
Уже в следующем сезоне 1993/94 Ахонен одержал свою первую победу на этапе в швейцарском Энгельберге. Однако на Олимпийских в Лиллехаммере Ахонен не смог побороться за медали в личных видах (37-е место на нормальном трамплине и 25-е — на большом), а финская сборная, членом которой он был, заняла только пятое место. Зато на юниорском первенстве финн подтвердил свою силу, защитив звание абсолютного чемпиона.
В сезоне 1994/95 Ахонен показал себя отличным кубковым бойцом и занял третье место в общем зачете Кубка мира, уступив австрийцу Андреасу Гольдбергеру и итальянцу Роберто Чекону. Кроме первого кубкового успеха в марте 1995 года Ахонену покорилось первое золото чемпионата мира: в канадском Тандер-Бее 17-летний Янне победил в командных прыжках вместе с Ари-Пеккой Никколой, Яни Сойниненом и Микой Лайтиненом. В личных соревнованиях Ахонен дважды занимал девятое место.
В сезоне 1995/96 Ахонен вновь стал третьим в общем зачёте Кубке мира, продемонстрировав удивительную для молодого возраста стабильность. Однако быстро выиграть Кубок мира финну не удалось — слишком сильны были на стыке веков австриец Андреас Гольдбергер, словенец Примож Петерка, немец Мартин Шмитт, поляк Адам Малыш и другие.
В 1996 году Ахонену покорилась первая медаль на полётном чемпионате мира — в австрийском Бад Миттендорфе он занял второе место, проиграв только извечному сопернику Андреасу Гольдбергеру.
В следующем сезоне 1996/97 Ахонен принёс Кубок мира (только восьмое место в общем зачёте) в жертву подготовке к чемпионату мира, который проходил в норвежском Тронхейме. И на главном старте сезона Ахонену не было равных на нормальном трамплине и в командных прыжках (вновь вместе с Никколой, Сойниненом и Лайтиненом).
В сезоне 1998/99 Янне победил на своём первом Турне четырёх трамплинов, при этом не выиграв ни одного этапа, но показав отличную стабильность, показав восьмое и три вторых результата. Уже в новом 1999 году Янне так и не смог выиграть медали на чемпионате мира в Рамзау, став четвёртым во всех 3 дисциплинах. По окончании сезона Янне стал вторым в Кубке мира, уступив только немцу Мартину Шмитту.

### 2000-е годы

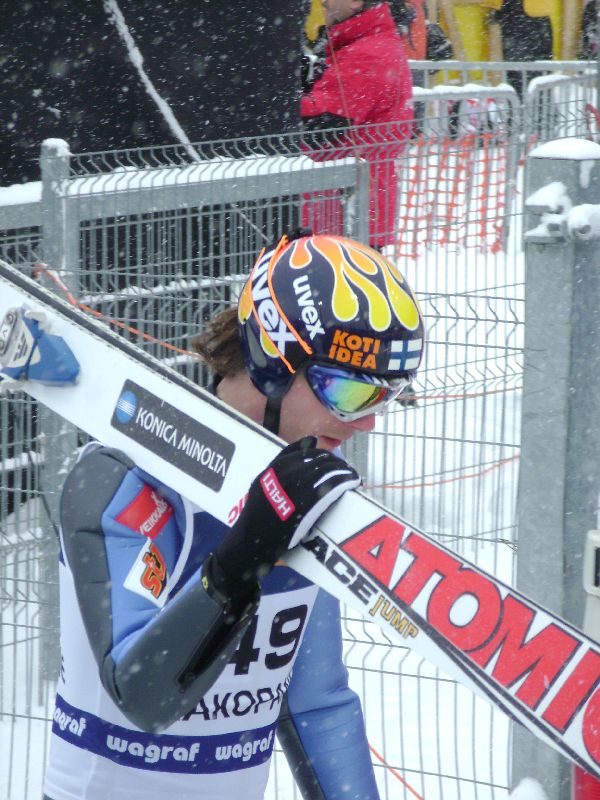
Янне Ахонен в 2008 году

Несмотря на неудачное выступление в Кубке мира 2001/02 (только 15-е место и ни одной победы) на Олимпийских играх в Солт-Лейк-Сити Янне наконец выиграл олимпийскую медаль — серебро в команде. При этом борьба за золото сложилась крайне драматично — лишь 0,1 балла финны (Ахонен, Матти Хаутамяки, Вели-Матти Линдстрём, Ристо Юссилайнен) проиграли немцам, при том, что у ставших третьими словенцев они выиграли более 25 баллов. Ахонен прыгал последним из финнов и улетел на 125,5 м (126,9 балла), но последним прыжком Мартин Шмитт хоть и проиграл Ахонену (123,5 м и 121,3 балла), но запаса немцев хватило для победы. «Слабым звеном» у финнов был молодой Линдстрём, который по сумме двух попыток уступил Ахонену почти 50 баллов.
В сезоне 2002/03 Янне стал четвёртым в общем зачете. Кроме этого финн выиграл своё второе Турне четырёх трамплинов, победив на этапе в Инсбруке. А на чемпионате мира в Валь-ди-Фьемме финская команда во главе с Ахоненом (Тами Киуру, Артту Лаппи, Матти Хаутамяки) реабилитировалась за второе место на Олимпиаде, выиграв золотую медаль.
В сезоне 2003/04 Ахонен наконец-то сумел выиграть Кубок мира, одержав однако всего 3 победы. Кроме этого, на полётном чемпионате мира в Планице финн завоевал два серебра, уступив только норвежцу Роару Льёкельсёю и сборной Норвегии, выступая в командных соревнованиях.
Сезон 2004/05 стал одним из самых успешных в карьере Ахонена. Начал сезон Янне с четырёх побед, потом занял одно второе место, после чего выдал рекордную серию из шести побед подряд, три из которых пришлись на Турне четырёх трамплинов. Помимо однозначной победы на Турне Ахонен мог повторить достижение Свена Ханнавальда, победив на всех этапах, однако на последнем этапе в Бишофсхофене Ахонена обошёл австриец Мартин Хёлльварт. Всего же в сезоне Ахонен одержал 12 побед. Не с пустыми руками уезжал финн и с чемпионата мира в Обестдорфе. После восьмилетней паузы ему покорилось индивидуальное золото на большом трамплине, а со сборной Ахонен завоевал серебряную и бронзовую награды.
В июле 2008 года объявил о завершении спортивной карьеры, однако в марте 2009 года Ахонен заявил, что будет соревноваться в сезоне 2009/10, обозначив свои главные цели — Олимпиада-2010 в Ванкувере, «Турне четырёх трамплинов» и чемпионат мира. По итогам Турне четырёх трамплинов 2009/10 Янне занял второе место, в 10-й раз за карьеру попав в тройку призёров. На Олимпиаде в Ванкувере Ахонен на среднем трамплине занял «привычное» четвёртое место, а при прыжке с большого трамплина получил травму и не смог участвовать в командных прыжках.
Всего за карьеру 108 раз поднимался на подиум на этапах Кубка мира, одержав 36 побед. По количеству попаданий в тройку лучших лидирует в истории Кубка мира (у поляка Адама Малыша 92 подиума), по количеству побед Ахонен идёт на 4-м месте после Грегора Шлиренцауэра (53), Матти Нюкянена (46) и Адама Малыша (39). Кроме двух побед в общем зачёте ещё дважды занимал второе место и 4 раза — третье. По количеству попаданий в тройку лучших в общем зачёте Кубка мира Ахонен лидирует, опережая австрийца Андреаса Фельдера (6).
На этапах Турне четырёх трамплинов Ахонен одержал 9 побед, 10 раз был вторым и 9 раз третьим. Кроме 5 побед в общем зачёте ещё трижды занимал второе место и дважды — третье. Первую победу на этапе турне одержал в сезоне 1994/95, последнюю — в сезоне 2007/08. 5 побед в общем зачёте Турне является рекордным показателем в истории турнира, проводящегося с 1952 года. В сезоне 1998/99 сумел выиграть общий зачёт Турне, не выиграв ни одного из четырёх этапов.
Несмотря на выдающиеся личные успехи на чемпионатах мира и в Кубке мира, Ахонен не сумел выиграть ни одной личной награды на Олимпийских играх — в 2002 году в Солт-Лейк-Сити и в 2006 году в Турине Янне становился вице-чемпионом в командном первенстве на большом трамплине. Трижды Ахонен занимал 4-е место — в соревнованиях на обычном трамплине в Нагано-1998, в Солт-Лейк-Сити-2002 и Ванкувере-2010. Ещё дважды в составе команды Ахонен занимал пятые места на большом трамплине в Нагано-1998 и в Лиллехаммере-1994.
В 2005 году в Планице прыгнул на 240 метров, но упал при приземлении. Если бы не падение, то это был бы самый дальний прыжок в истории этого вида спорта.
Лучший спортсмен 2005 года в Финляндии.

### 2010-е годы
Объявил о завершении карьеры 13 марта 2011 года после неудачного выступления на этапе Кубка мира в родном Лахти, где занял 34-е место и не смог пробиться во вторую попытку.
11 января 2013 года Янне Ахонен принял решение вернуться в профессиональный спорт, чтобы выступить на Олимпийских играх в Сочи в 2014 году, заявив: «Я буду выступать в костюме, который сделал сам. Я уже прыгал в нём, и это было очень весело. После двухлетнего перерыва моя техника не пропала. Я хочу выступить на Олимпиаде в Сочи и не исключаю, что буду прыгать на этапах Кубка мира в этом сезоне». В Сочи Ахонен выступил неудачно, не попав в 20-ку лучших ни на трамплине К-95, ни на трамплине К-125. В командном первенстве финны заняли только восьмое место.
После Игр в Сочи Ахонен продолжил карьеру и принимал участие в Кубке мира сезонов 2014/15 и 2015/16, а также в чемпионате мира 2015 года в Фалуне, там же, где он дебютировал на чемпионате мира в 1993 году в возрасте 15 лет. Особых успехов у ветерана не было, обычно он занимал места в третьем или четвёртом десятке. В феврале 2015 года занял третье место на этапе Континентального кубка в Лахти, уступив только юным норвежцу и словенцу, которые даже ещё не родились, когда Ахонен впервые стал чемпионом мира в 1995 году.
Участник зимних Олимпийских игр 2018 года в Южной Корее, знаменосец олимпийской команды Финляндии на церемонии открытия игр, прошедшей 9 февраля на Олимпийском стадионе Пхёнчхан.

### Рекорды Янне Ахонена
- Наибольшее число подиумов на этапах Кубка мира (108)
- Наибольшее количество попаданий в тройку лучших по итогам общего зачёта Кубка мира (8)
- Наибольшее количество набранных очков на этапах Кубка мира
- Наибольшее количество побед на этапах Кубка мира в одном сезоне (12 в сезоне 2004/05)
- Наибольшее количество побед подряд на этапах Кубка мира (6, делит рекорд с Матти Хаутамяки, Томасом Моргенштерном и Грегором Шлиренцауэром)
- Наибольшее число побед в общем зачёте «Турне четырёх трамплинов» (5)
- Наибольшее число попаданий в тройку лучших по итогам «Турне четырёх трамплинов» (10)

### Янне Ахонен на зимних Олимпийских играх
| Олимпийские игры    | Возраст | Нормальный трамплин | Большой трамплин | Команды |
| ------------------- | ------- | ------------------- | ---------------- | ------- |
| 1994 Лиллехаммер    | 16      | 37                  | 25               | 5       |
| 1998 Нагано         | 20      | 4                   | 37               | 5       |
| 2002 Солт-Лейк-Сити | 24      | 4                   | 9                | 2       |
| 2006 Турин          | 28      | 6                   | 9                | 2       |
| 2010 Ванкувер       | 32      | 4                   | 31               | —       |
| 2014 Сочи           | 36      | 29                  | 22               | 8       |
| 2018 Пхёнчхан       | 40      | 40                  | 27               | 8       |

### Янне Ахонен на чемпионатах мира по лыжным видам спорта
| Чемпионат мира      | Нормальный трамплин | Большой трамплин | Нормальный трамплин, команда | Большой трамплин, команда |
| ------------------- | ------------------- | ---------------- | ---------------------------- | ------------------------- |
| 1993 Фалун          | —                   | 31               | н/д                          | 6                         |
| 1995 Тандер-Бей     | 9                   | 9                | н/д                          | 1                         |
| 1997 Тронхейм       | 1                   | 8                | н/д                          | 1                         |
| 1999 Рамзау         | 4                   | 4                | н/д                          | 4                         |
| 2001 Лахти          | 7                   | 3                | 2                            | 2                         |
| 2003 Валь-ди-Фьемме | —                   | 35               | н/д                          | 1                         |
| 2005 Оберстдорф     | 3                   | 1                | 4                            | 2                         |
| 2007 Саппоро        | 14                  | 6                | н/д                          | 4                         |
| 2009 Либерец        | Не выступал         | Не выступал      | Не выступал                  | Не выступал               |
| 2011 Осло           | 20                  | 30               | 8                            | 7                         |
| 2013 Валь-ди-Фьемме | Не выступал         | Не выступал      | Не выступал                  | Не выступал               |
| 2015 Фалун          | 15                  | 19               | 10                           | 9                         |
| 2017 Лахти          | 25                  | 23               | 11                           | 6                         |

## Семья
Жена Тиа и два сына — Мико (род. 2001) и Мило (род. 2008).